# December 1934
| Deze maand |
| --- |
| - Zuiveringen na moord op Kirov - Grensconflict Italië en Abessinië - Conflict Joegoslavië en Hongarije bijgelegd - Japan stapt uit Vlootverdrag van Washington |

De volgende gebeurtenissen speelden zich af in december 1934. Sommige gebeurtenissen kunnen één of meer dagen te laat zijn vermeld doordat ze op de datum staan aangegeven waarop ze in het nieuws kwamen in plaats van de datum waarop ze werkelijk hebben plaatsvonden.
- 1: In Mexico treedt een nieuwe regering aan onder president Lázaro Cárdenas. Hij volgt de afgetreden Abelardo Luján Rodríguez op.
- 1: Sergej Kirov, secretaris van de afdeling Leningrad van de Communistische Partij van de Sovjet-Unie wordt vermoord.
- 2: In Boekarest komt een gezant van de Sovjet-Unie. Hiermee nemen diplomatieke relaties tussen de Sovjet-Unie en Roemenië een aanvang.
- 3: José Luis Tejada vervangt Daniel Salamanca als president van Bolivia.
- 3: In het Saargebied wordt een nieuwe partij gevormd, de Duitse Volksbond. De partij is bedoeld voor christenen die zich niet met het nationaalsocialisme kunnen verenigen.
- 4: In Ierland wordt de wet op het Ierse staatsburgerschap goedgekeurd. Ieren worden niet meer als Britse staatsburgers beschouwd.
- 4: Op 1 januari krijgen alle Turken een achternaam. Mustafa Kemal krijgt de achternaam 'Atatürk'.
- 5: Een grensconflict tussen Italië en Abessinië vindt plaats in Wal Wal. Abessinië beschuldigt Italië van het schenden van de grens, terwijl Italië Abessinië verwijt in tegenspraak met het onderlinge akkoord economische voordelen aan Japan te hebben verleend. Ook claimen beide landen het bezit van Wal Wal.
- 6: In Spanje wordt de tijdelijk ingestelde werkweek van 44 uur in de staalindustrie terug omgezet in een 48-urige werkweek.
- 6: Joachim von Ribbentrop bezoekt als vertegenwoordiger van Adolf Hitler de Franse minister van buitenlandse zaken Pierre Laval. Besproken wordt de mogelijk terugkeer van Duitsland tot de Volkenbond.
- 6: De Duitse dirigent Wilhelm Furtwängler neemt ontslag als vicepresident van de Rijkscultuurkamer, leider van het Berliner Philharmoniker en hoofddirecteur van de Staatsopera Berlijn. Dit naar aanleiding van heftige nationaalsocialistische kritiek op zijn steun voor de componist Paul Hindemith, die wegens Joodse relaties en familie uit het Duitse muzikale leven was gezet.
- 7: In Duitsland worden nieuwe wetten betreffende het kredietwezen van kracht:
  - Dividenden hoger dan 6 of 8% mogen niet worden uitgekeerd; het eventuele extra geld dient in staatsobligaties te worden belegd.
  - Het aantal effectenbeurzen wordt teruggebracht van 21 naar 9.
  - Blijvende controle van de banken.
  - Hermann Göring wordt per geheim decreet als opvolger van Hitler benoemd, in geval hem iets zou overkomen.
- 7: In de Volkenbond worden de aanklachten aan Joegoslavië tegen Hongarije wegens steun aan terroristen (inzonderheid de daders van de aanslag op koning Alexander) en het Hongaarse antwoord hierop behandeld.
- 8: In de Sovjet-Unie wordt de rantsoenering van brood per 1 januari beëindigd. Vanwege de verwachting van stijgende broodprijzen wordt het minimumloon verhoogd.
- 8: In Brazilië wordt de milreís vervangen door een nieuwe munteenheid, de cruzeiro.
- 8: De volmachten van de Belgische regering op financieel en economisch gebied worden met een maand verlengd tot maart 1935. Ook worden ze uitgebreid met maatregelen betreffende Belgisch-Kongo en de reglementering van de steenkoolmarkt.
- 9: Helmuth Brückner, opperpresident van Silezië wordt van zijn functies ontheven en uit de NSDAP gezet.
- 9: Zuidwest-Afrika stemt voor toetreding als vijfde provincie tot de Unie van Zuid-Afrika.
- 9: In Nederlands-Indië zal de spelling-Marchant per 1 augustus 1935 worden ingevoerd.
- 9: Bij verkiezingen voor de senaat in Ierland boekt de Fianna Fáil van Éamon de Valera winst, maar behoudt de Fine Gael van W.T. Cosgrave de absolute meerderheid.
- 10: Frankrijk en de Sovjet-Unie leggen in een verdrag vast dat ze geen bilaterale verdragen zullen sluiten zonder elkaar vooraf te consulteren.
- 11: De Nobelprijs voor de Vrede wordt toegekend aan de Britse politicus Arthur Henderson, voorzitter van de ontwapeningsconferentie. De Nobelprijs voor 1933 wordt toegekend aan Norman Angell, Brits politicus en pacifistisch publicist.
- 11: Naast het Verenigd Koninkrijk en Italië hebben ook Nederland en Zweden troepen toegezegd om in het Saargebied tijdens de volkstelling de orde te handhaven.
- 11: Het conflict tussen Joegoslavië en Hongarije wordt beëindigd met een unaniem aangenomen Volkenbondsresolutie waarin Hongarije wordt opgeroepen strafmaatregelen te nemen tegen autoriteiten die schuldig worden bevonden aan betrokkenheid bij de aanslag tegen koning Alexander I.
- 11: Het op grote schaal uitwijzen van Hongaren uit Joegoslavië wordt onmiddellijk beëindigd.
- 11: De stichting Algemeen Nederlands Persbureau wordt opgericht.
- 12: De oplossing van het conflict tussen Joegoslavië en Hongarije wordt in beide landen positief ontvangen.
- 13: In Duitsland wordt een wet aangenomen, welke onwaarheden of verdraaiingen, gericht tegen partij of staat, strafbaar stelt.
- 14: Het pamflet met de vijf punten van Chiang Kai-shek en Wang Jingwei (zie november) wordt door de Kwomintang aanvaard.
- 14: Het Britse Lagerhuis keurt de aanbevelingen van de commissie betreffende de grondwet voor Brits-Indië goed.
- 15: Tsjecho-Slowakije treedt toe tot het pact tussen Frankrijk en de Sovjet-Unie (zie boven).
- 15: De Snip vertrekt voor de eerste KLM-vlucht van Schiphol naar Curaçao. De route zal over Casablanca, Porto Praja en Paramaribo gaan, met een oceaangedeelte van 3600 km tussen Porto Praja en Paramaribo.
- 15: Michail Tsjoedov wordt als voorlopig opvolger van de vermoorde Leningradse partijleider Sergej Kirov aangesteld. Hij kondigt een zuivering van het partij-apparaat in de stad aan.
- 16: De al maanden durende economische onderhandelingen tussen Nederlands-Indië en Japan worden onverrichter zake beëindigd.
- 16: De Griekse president Alexandros Zaimis wordt voor een periode van 5 jaar herkozen.
- 16: In Portugal vinden verkiezingen voor de nationale vergadering plaats. De regering krijgt 80% van de stemmen.
- 16: In verband met de moord op Serge Kirov worden, naast een groot aantal andere vermeende betrokkenen, Grigori Zinovjev en Lev Kamenev gearresteerd. Zij zullen vermoedelijk worden verbannen.
- 18: De acties tegen de rooms-katholieke kerk worden in Mexico ook onder de nieuwe president Cardenas voortgezet. Pro-katholieke ambtenaren zullen worden ontslagen.
- 18: De Amerikaanse staatsschuld bereikt een recordhoogte van $28.4 miljard.
- 19: In Turkije wordt vrouwenkiesrecht ingevoerd.
- 19: Onderweg naar Nederlands-Indië verongelukt de Uiver in de Syrische Woestijn. Alle inzittenden komen om.
- 20: Het Joegoslavische kabinet-Uzunovic treedt af.
- 20: Het drooggelegde moerasgebied Littoria wordt verheven tot de status van provincie. Het is daarmee de 93e provincie van Italië.
- 20: De Snip voltooit de vlucht Amsterdam-Curaçao.
- 21: De Britse regering dient de definitieve grondwetsvoorstellen voor Brits-Indië bij het Lagerhuis in.
- 21: De zuivering van de NSDAP van leden die zich aan 'onzedelijkheid' schuldig maken is beëindigd. 700 personen zijn hierbij gearresteerd.
- 21: In Joegoslavië wordt een nieuwe regering gevormd, onder leiding van Bogoljub Jevtić.
- 21: In Pruisen wordt een groot aantal vrijmetselaarsloges opgeheven.
- 21: De Nederlandse film Op hoop van zegen gaat in première.
- 22: De Nederlandse Volkenbond-troepen komen aan in het Saargebied.
- 22: In Griekenland wordt de regering ingrijpend gewijzigd.
- 23: Karl Barth wordt als hoogleraar theologie ontslagen, omdat hij de eed van trouw aan Adolf Hitler slechts onder voorbehoud wilde afleggen.
- 25: In Chaskovo, Bulgarije wordt een grote communistische samenzwering onder leiding van Georgi Stojeff ontdekt. Meer dan 500 personen, waaronder 175 soldaten, worden gearresteerd.
- 25: Oostenrijkse soldaten mogen niet van politieke organisaties lid zijn; lidmaatschap van andere organisaties en het bezoeken van vergaderingen benodigt toestemming van de legerautoriteiten.
- 26: In Duitsland werkende buitenlanders worden zwaarder belast. Inzonderheid zal voor eigenaars van Duitse ondernemingen en in Duitsland woonachtige personen het volledige inkomen in Duitsland belastingplichtig zijn.
- 26: In Peking vindt een openbare verbranding van ruim 1000 boeken plaats. Onder de verbrande boeken bevinden zich onder meer socialistische werken.
- 27: Japan zegt het verdrag van Washington op.
- 27: De grenzen van het Saargebied worden tot aan de volksstemming gesloten. Vreemdelingen hebben een speciaal visum nodig om het gebied te mogen betreden.
- 29: In Mexico wordt een wetsvoorstel ingediend om alle in kerkelijk bezit zijnde kunstschatten te onteigenen.
- 29: De naam Perzië zal op 21 maart 1935 (Perzisch Nieuwjaar) definitief worden veranderd in Iran.
- 29: Manuel Portela Valladares wordt benoemd tot gouverneur van Catalonië. Hij volgt de gearresteerde Lluís Companys op.
- 29: In Zuid-Japan worden 10 katholieke kerken vernield omdat de bevolking de priesters van spionage verdacht.
- 30: Na een regeringscrisis wordt in Peru een nieuw kabinet gevormd met Carlos Arenas y Loayza als minister-president.
- 30: In Spanje worden oud-premier Manuel Azaña en oud-minister Luis Bello in vrijheid gesteld omdat hun aandeel in de Catalaanse opstand niet bewezen wordt geacht.
- 30: De opzegging van het Verdrag van Washington door Japan vindt officieel plaats.

en verder:
- In de Sovjet-Unie worden na de moord op Sergej Kirov honderden personen wegens terrorisme gearresteerd en terechtgesteld.
- Ceylon wordt getroffen door een malaria-epidemie.

← · januari · februari · maart · april · mei · juni · juli · augustus · september · oktober · november · december ·  →